# Mística Ciudad de Dios

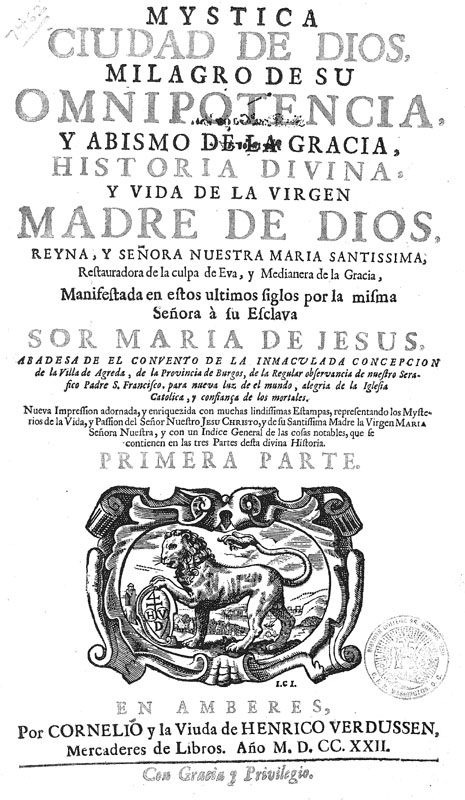
Frontispicio de una edición de 1722, en Amberes, de la Mística Ciudad de Dios de Sor María de Jesus de Ágreda.

La Mística Ciudad de Dios es un libro escrito por la monja española Sor María de Jesús de Ágreda y publicado en 1670, cuyo título completo es: Mystica Ciudad de Dios. Milagro de su omnipotencia y abismo de la gracia. Historia divina y vida de la Virgen Madre de Dios, Reina y Señora nuestra María Santissima. Restauradora de la culpa de Eva, y Medianera de la Gracia.
La obra, de gran extensión, corresponde a las visiones que la monja de Ágreda creyó recibir por inspiración de Dios y de la Virgen María. Se divide en tres partes, a saber, la primera abarca la infancia de la Virgen, la segunda el misterio de la Encarnación y toda la vida de Jesucristo, y la tercera, el resto de la existencia terrena de la Virgen y su Tránsito, Asunción y Coronación en el Cielo, repartidas en ocho libros. Estilísticamente barroca, descuella por su prolijidad en descripciones e imágenes.
Obra muy exitosa, su traducción al francés, sin embargo, causó cierta polémica y para algunos la autora llegó a ser considerada una iluminada o hasta una desequilibrada. Bossuet la descalificó con crudeza, e incluso el libro llegó a ser prohibido. No obstante, la Iglesia rectificó pronto tal prohibición, y la Mística Ciudad de Dios siguió siendo impresa, con constantes loas de teólogos, no pocas universidades, cardenales o papas, a lo largo de los siglos, y traducida a los más diversos idiomas.